# Phoma lini
Phoma lini är en lavart som beskrevs av Pass. 1890. Phoma lini ingår i släktet Phoma, ordningen Pleosporales, klassen Dothideomycetes, divisionen sporsäcksvampar och riket svampar.   Inga underarter finns listade i Catalogue of Life.